# Pontgouin
Pontgouin település Franciaországban, Eure-et-Loir megyében. Lakosainak száma 1117 fő (2022. január 1.). Pontgouin Digny községgel határos.

## Népesség
A település népességének változása:
| Lakosok száma | 936  | 833  | 854  | 986  | 1114 | 1125 | 1096 | 1099 | 1095 | 1117 |
|               | 1968 | 1982 | 1990 | 2006 | 2013 | 2015 | 2017 | 2019 | 2020 | 2022 |